# Torres de Bores
Las torres de Bores o torres de Campos son dos torres medievales de planta cuadrada construidas en el siglo XV, hoy arruinadas. Se cree que tuvieron 3 alturas. Están situadas en el barrio de Campos del pueblo de Bores, en el municipio de Vega de Liébana (Cantabria, España). Actualmente se está procesando su declaración como Bienes de interés cultural.
Las torres, unidas por un camino amurallado que recorre los 80 metros que las separan, se construyeron para Íñigo López de Mendoza, primer marqués de Santillana, por lo que fueron propiedad de la familia Mendoza.
Una de las torres ha perdido los sillares esquineros y en su interior han crecido tres árboles; tiene saeteras. La segunda torre está mejor conservada. Posee muros más gruesos, saeteras y entrada en arco de medio punto con doble puerta.

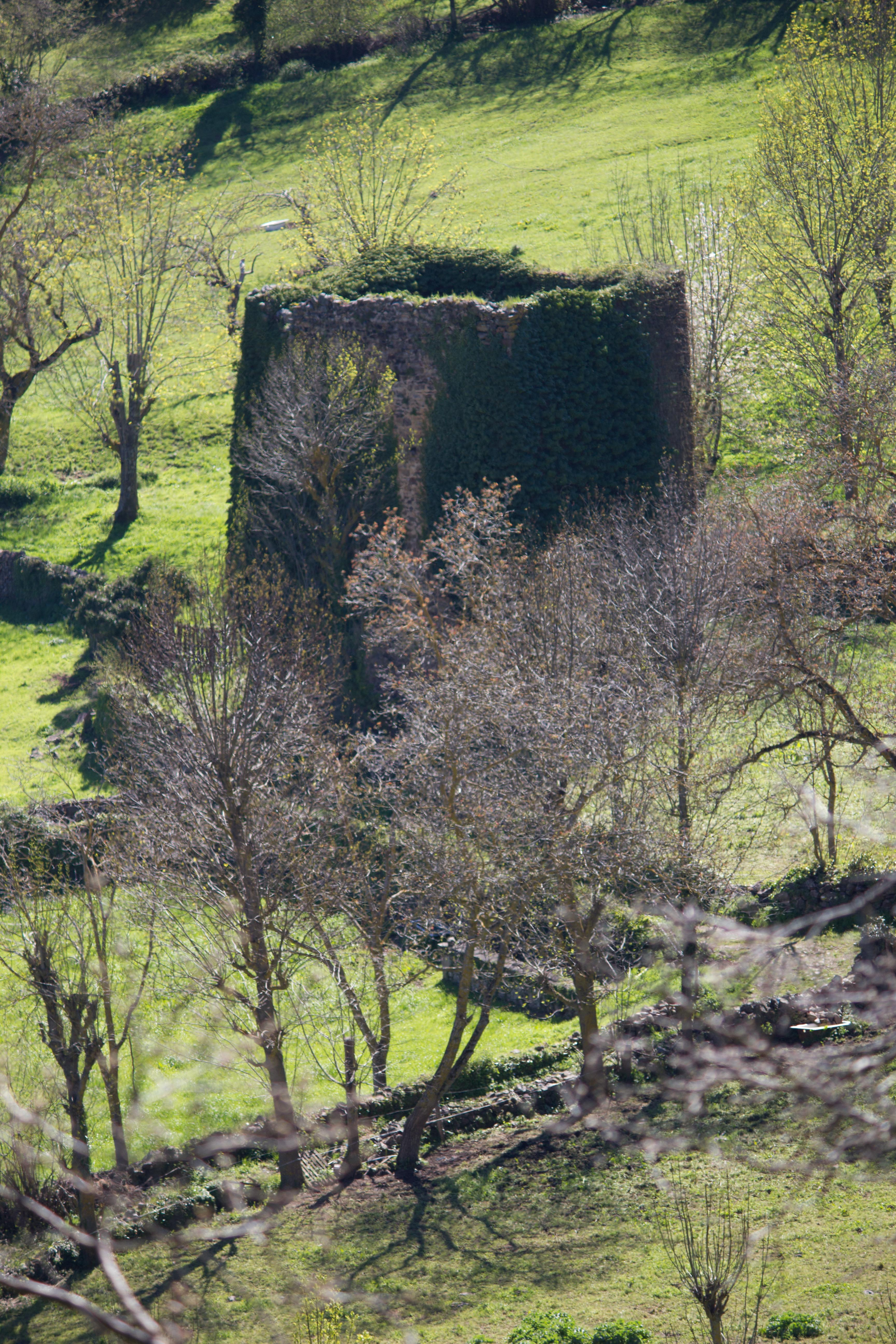
Una de las torres de Campo en Bores, Liébana (Cantabria).